# Collinsia stylifera
Collinsia stylifera är en spindelart som först beskrevs av Chamberlin 1948.  Collinsia stylifera ingår i släktet collinsior, och familjen täckvävarspindlar. Inga underarter finns listade i Catalogue of Life.